# Horizon's Lord
El MCR Horizon's Lord es un rifle antimaterial ucraniano capaz de penetrar objetivos a largas distancias.
El Horizon's Lord ha sido concebido para enfrentar misiles antitanque, ametralladoras de gran calibre, vehículos blindados ligeros y francotiradores adversarios.

## Historia
Lo fabrica la empresa Mayak, que forma parte de la empresa estatal Ukroboronprom, en la fábrica de armas Mayak en Kiev (que no debe confundirse con la instalación nuclear de Mayak), bajo la dirección del diseñador jefe Alexander Gordeev.
Mayak fue fundada en 1924 y fabricaba grabadoras y otros artículos. Después de la Declaración de Independencia de Ucrania, la planta se convirtió en la empresa líder del país en la producción de equipos de comunicación y grabación. En 2015, Mayak comenzó la producción de un nuevo rifle de francotirador, el MCR Horizon's Lord.

### Muerte a mayor distancia
El récord de muerte por francotirador a mayor distancia (3,8 kilómetros (2,4 mi)) fue marcado en noviembre de 2023 por Viacheslav Kovalskyi, utilizando un MCR Horizon's Lord. A partir de 2024 este seguirá siendo el récord mundial actual. Kovalskyi trabajó para el Servicio de Seguridad de Ucrania durante la guerra ruso-ucraniana.

## Especificaciones
Puede utilizarse en calibres 12,7 x 99mm NATO, 12,7 x 108mm, 14,5 x 114mm, 23x115mm y su propio calibre, 12,7x114mmHL. Este calibre, 12,7x114 mm HL, es un calibre 14,5x114 mm más estrecho, creado para tener la capacidad de realizar ataques tanto antimaterial como antipersonal.
La creación de este calibre se produjo después de que varios cartuchos propuestos no cumplieran los requisitos. La primera fue utilizar el calibre .416 Barrett o el .408 CheyTac, ambos incapaces de cumplir con los requisitos antimaterial. Aunque generalmente se considera que ambos son excelentes en enfrentamientos antipersonal de largo alcance, ninguno de ellos tenía tipos de balas antimaterial disponibles. El calibre 14,5x114 mm fue rechazado por el problema opuesto, es decir, sus capacidades antipersonales deficientes. Normalmente, este rol lo desempeñaría una BMG .50, sin embargo, no tenía la velocidad suficiente para desempeñar esa función.
Debido a la dificultad de crear un cartucho y un calibre totalmente nuevos, reutilizaron dos que ya se habían producido. Al reducir el calibre del cartucho 14,5x114 mm para aceptar 50 BMG, se creó el 12,7x114 mmHL, con una velocidad inicial de 3280 pies por segundo (999,7 m/s). El Horizon's Lord también fue diseñado para ser adaptable en comparación con otros rifles similares. Se puede cambiar entre los calibres anteriormente mencionados en el campo, a veces requiriendo únicamente un cambio de cañón. (dependiendo del calibre que se cambie y al que se cambie). Desplegado, su longitud es de 71,65 pulgadas (182 cm) y 59,84 pulgadas (152 cm) plegado. Su peso es de aproximadamente 34 libras (15,4 kg).